# Leola Hall
Leola Hall (1881–1930), también conocida como Leola Hall Coggins, fue una artista plástica, arquitecta autodidacta y constructora estadounidense de estilo American Craftsman. Durante los primeros años de su carrera fue la única arquitecta activa en Berkeley (California), lo que la convirtió en homóloga de Julia Morgan, arquitecta mucho más conocida que residía al otro lado de la bahía, en San Francisco. El gran número de casas que construyó en Berkeley (California) después del terremoto de San Francisco de 1906 determinó lo que se considera habitualmente como la versión distintiva de Berkeley del estilo American Craftsman.

## Primeros años y educación
Hall nació en San Leandro (California) el 18 de junio de 1881. Su padre era minero y trabajaba con frecuencia en Arizona, donde a veces también iba su familia. Durante el tiempo que pasó en Arizona, Hall aprendió a montar y arrear bueyes. Tras la muerte de su padre, su madre se casó con un contratista. Durante las primeras etapas de su vida, Hall quería ser música (se cree que podía tocar varios instrumentos de oído) o artista. Estudió pintura con los paisajistas William Keith y Raymond Yelland y posteriormente pintaría tanto paisajes como retratos de personalidades destacadas, como Keith, el poeta Edwin Markham, David Starr Jordan, el presidente de la Universidad de Stanford, y Burton K. Wheeler, senador de Montana.
Durante un período de convalecencia, Hall empezó a crear productos que vendía, como diseños para cojines y objetos decorativos realizados con la técnica del pirograbado, popular en esa época. Sus cojines se vendieron bien, por lo que los protegió con derechos de autor y empezó a ahorrar para convertirse en arquitecta. Con algo más de veinte años empezó a acompañar a las zonas de obras a un pariente suyo que era contratista: John Marshall. Pronto empezó a trabajar como su ayudante y después de una amplia formación en el negocio de la construcción, compró su primer terreno. Uno de sus objetivos era construir casas económicamente accesibles, debido al déficit y demanda habitacional provocado por el gran terremoto que sufrió San Francisco en 1906. Lo logró implantando dos viviendas en terrenos que por lo general ocupaba una sola y utilizando elementos estandarizados de construcción. 

## Trayectoria
Sus primeras viviendas eran Neoclásicas en dos plantas, luego se inclinó por el Craftsman style, inspirado en el Arts & Crafts inglés. El sello distintivo de sus casas fue el uso de la madera en la estructura expuesta, las tejas de fachada y los interiores.  Prefirió diseñar pequeñas cocinas y grandes salas de estar y comedores que respondían a su interés por las reuniones festivas o los meetings políticos y menos afectas a las tareas domésticas. Los hogares a leña eran los protagonistas de las salas de estar, junto a bancos, paredes y espacios de guardado revestidos en madera.
Claro está que eran muy pocas las profesionales mujeres contemporáneas a Hall. Mientras que Julia Morgan era su contraparte al otro lado de la bahía en San Francisco, Hall concentró su actividad en el distrito de Elmwood en la ciudad de Berkeley.
Hall perteneció al movimiento sufragista y en una ocasión fue arrestada acusada por exceso de velocidad durante el traslado de Margaret Haley a un acto electoral. Sospecharon que era una redada política y convocaron a una protesta de mujeres para el día de la audiencia. Doscientas manifestantes aparecieron ese día en Oakland flameando banderas con la consigna “voto para las mujeres”. Finalmente, los cargos presentados contra Hall cayeron.
También acompañó activamente la candidatura presidencial de Theodore Roosevelt.
Una de sus últimas obras fue la “Honeymoon House” que construyó para ella y su marido en 1912. Se casó con Herbert Coggins, escritor y ornitólogo. Luego de su casamiento, manejaron juntos una compañía cementera y un negocio de autopartes.  Hall se alejó de la arquitectura y retomó la pintura, trabajando en retratos y paisajes. Retrató entre otros a David Starr Jordan y Edwin Markham.
Falleció en 1930, a los 49 años, a causa de una enfermedad cardíaca crónica que padecía.

## Obras reconocidas en Berkeley[4]

### 1906 y 1907
- 3004, 3006, 3008, 3012, 3026, 3030, 3032, 3036, 3040, 3042, 3046, 3048 College Ave.

### 1908
- 2618, 2620, 2624, 2628, 2634 College Ave.

### 1909
- 2730, 2732, 2747, 2804, 2806 Stuart St.
- 2800 Kelsey St.
- 2752, 2754, 2758, 2800 Piedmont Ave.
- 2709 Parker St.

### 1912
- 2806, 2808 Ashby Ave.
- 2929 Piedmont Ave. ("Honeymoon House")

### 1915
- 2848 Russell St.
- 2904, 2906 Pine Ave.